# Leopold Averbach
Leopold Leonidovitj Averbach, född 1903 i Saratov, död 14 augusti 1937 i Moskva, var en rysk litteraturkritiker.
Averbach var en av de ledande kritikerna i de ryska proletärförfattarnas förening (RAPP), där man häftigt bekämpade mindre rättrogna kommunister. Averbach ville att alla böcker skulle verka för kommunismens principer, och hans paroll var att "litteraturen skall hjälpa femårsplanen". Han och hans meningsfränders åsikter hade som starkast inflytande perioden 1929–32.